# Psalterium alias Laudatorium

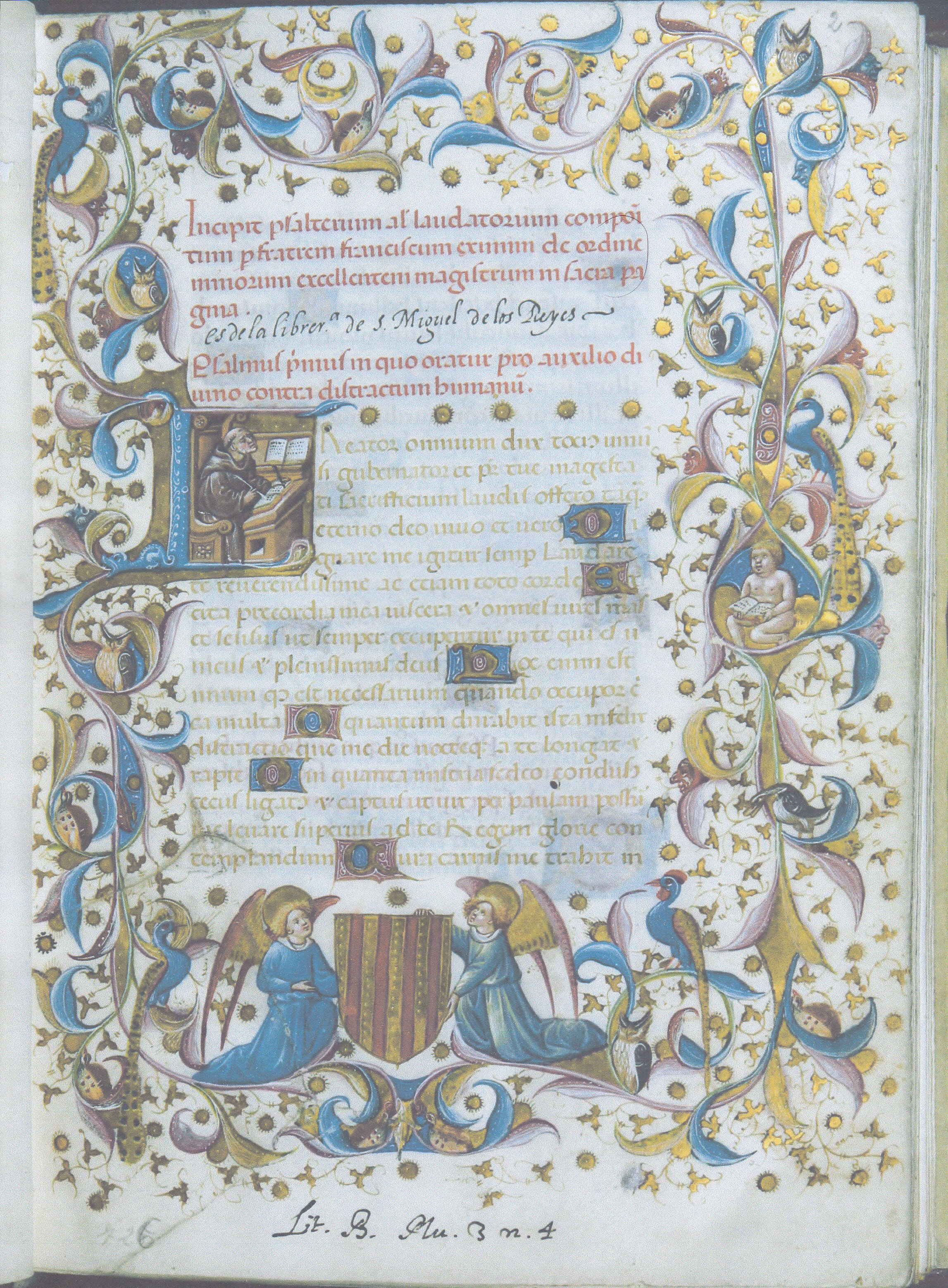
Inici del Psalterium alias Laudatorium de Francesc Eiximenis segons el manuscrit 726 de la Biblioteca Històrica de la Universitat de València

El Psalterium alias laudatorium («Psalteri també anomenat Laudatori») és una obra literària escrita per Francesc Eiximenis en llatí entre 1404 i 1408 a València i dedicada finalment al papa d'Avinyó Benet XIII.

## Estructura i contingut
El llibre consta de tres-centes quaranta-quatre oracions dividides en tres cicles oracionals: De laude creatoris (sobre la lloa del creador), De vita et excellentia redemptoris (Sobre la vida i l'excel·lència del Redemptor) i De vita et ordinatione hominis viatoris (Sobre la vida i ordenació de l'home en el món).
Com ha assenyalat Albert Hauf, aquesta obra i la Vida de Jesucrist formen una unitat de creació literària, variant l'estil. D'aquesta manera, com diu el mateix Hauf, el Psalterium pren un estil diferent de la Vida de Jesucrist per a un mateix contingut bàsic.

## Origen
Entre 1404 i 1408, Francesc Eiximenis anà elaborant una bella col·lecció d'oracions en llatí coneguda com a Psalterium alias Laudatorium (Psalteri també anomenat Laudatori). Les primeres d'aquestes oracions les dedicà a Berenguer de Ribalta, pel seu nomenament com a bisbe de Tarassona en 1404. La col·lecció final definitiva se la dedicà a Pero de Luna, el papa aragonès d'Avinyó Benet XIII.
Tot i que Benet XIII potser ja tenia interès per l'obra el 1405, com testimonia un document datat a Barcelona l'11 d'agost de 1405, és molt versemblant que la col·lecció final l'oferira Eiximenis al papa Benet XIII amb l'ocasió de l'anada al concili de Perpinyà el novembre de 1408. S'ha plantejat que la bona impressió que el llibre li degué fer al papa fou també un factor que influí en el fet que aquest li concedira a Eiximenis les seues dues darreres dignitats finals: patriarca de Jerusalem i administrador apostòlic de la diòcesi d'Elna (antiga denominació de la diòcesi de Perpinyà).

## Traduccions
Se'n conserva una traducció parcial al català feta el 1416 per Guillem Fontana de cent oracions, impresa a Girona el 20 de març de 1495 per Diego de Gumiel.

## Edicions digitals

### Manuscrits
- Arxivat 2016-03-16 at Archive.is Edició dins Somni (Col·lecció digitalitzada del fons antic de la Universitat de València) del manuscrit 726 de la Biblioteca Històrica de la Universitat de València. Fet en 1442–1443 per Pere Bonora i Lleonard Crespí (miniaturistes) i Domènec Sala (enquadernador). Procedent de la biblioteca d'Alfons el Magnànim i del duc de Calàbria.

### Incunables
- Edició dins la Memòria Digital de Catalunya de l'edició incunable del Psaltiri devotíssim (traducció parcial al català) de Guillem Fontana, impresa per Diego de Gumiel (Girona, 20 de març de 1495).

### Edicions modernes
- Edició del Psalterium alias Laudatorium dins de les obres completes de Francesc Eiximenis (Psalterium alias Laudatorium Papae Benedicto XIII dedicatum. Toronto. Pontifical Institute of Mediaeval Studies. 1988. 307. Edició i introducció per Curt Wittlin).

### ElPsalterium alias Laudatoriumdins les obres completes en línia
- Obres completes de Francesc Eiximenis (en català i en llatí) Arxivat 2012-04-02 a Wayback Machine..